# Pierre Chrysologue
Pour les articles homonymes, voir saint Pierre.
Ne doit pas être confondu avec Jean Chrysostome.

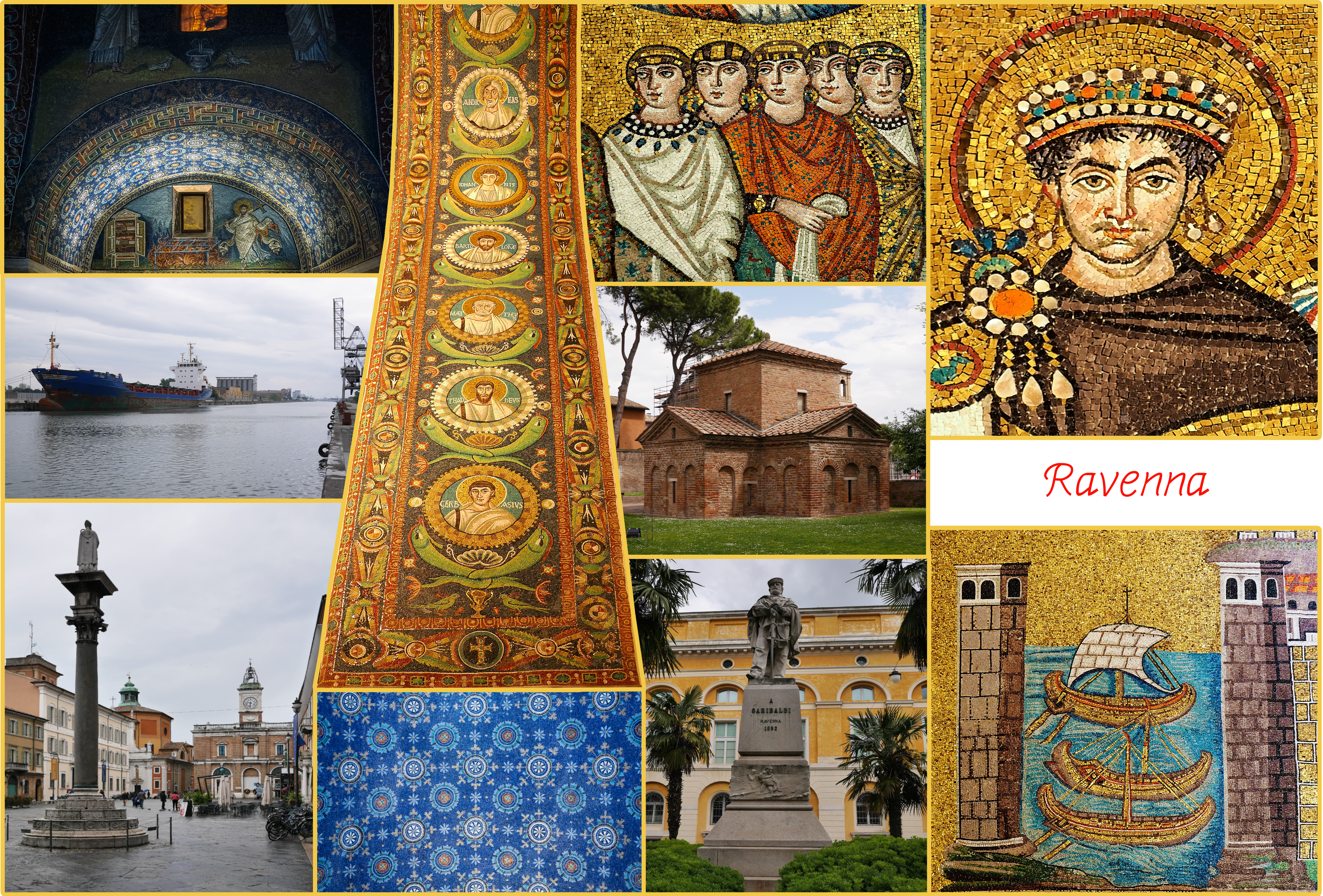
Ravenne.

Pierre Chrysologue ou Pierre de Ravenne (né vers 380 ou entre 400 et 406
à Imola, et mort en 450 dans la même ville), est un théologien, conseiller du pape Léon Ier ; il devint archevêque de Ravenne, cité impériale, en 433 et le resta jusqu'à sa mort. Avant tout pasteur, il a beaucoup prêché, ce qui lui valut le nom de Chrysologue (Parole d'or). Il fut déclaré Docteur de l'Église par le pape Benoît XIII en 1729.
Saint catholique, il est fêté le 30 juillet.

## Biographie
À la mort de l'évêque Ursus, Pierre Chrysologue fut choisi par le pape Sixte III pour lui succéder en 433. On raconte que ce choix lui fut guidé par l'apôtre Pierre lui-même et par saint Apollinaire, premier évêque de Ravenne, siège stratégique puisque Ravenne était alors la résidence des empereurs d'Occident.
Pierre est né à Imola, où il fut ordonné diacre par Cornelius, évêque d'Imola.
Le surnom de « chrysologue » (aux paroles d'or) lui vient de son éloquence. Il lui aurait été conféré pour la première fois par Agnellus de Ravenne dans son Liber Pontificalis Ecclesiæ Ravennatis. On a conservé de lui une collection de 176 sermons constituée au VIIIe siècle par l'archevêque Félix de Ravenne.
Sa fête a lieu le 30 juillet. La piété populaire l'invoque contre les fièvres et la rage.
Né près de Ravenne (à Imola), le surnom de Chrysologue « à la parole d’or » n’a été attribué à Pierre qu’au IXe siècle, sans doute pour proposer à Ravenne un émule du célèbre Jean Chrysostome, patriarche de Constantinople. C’est à Imola qu’il fut diacre de l’évêque Cornélius. Sa première éducation avait été soignée, comme l’attestent l’aisance et l’élégance de son expression, sa parfaite connaissance des règles de la rhétorique et de la littérature classique. Au début du Ve siècle, Ravenne était la ville principale de l’Empire, du fait du siège d’Alaric Ier et de la prise de Rome en 410. Cette ville jouissait de la paix et les arts et les sciences s’y développaient. Le prédécesseur de Pierre, Honorius, est mort en 423. Ravenne aurait reçu en 431 le titre de métropole chrétienne, ce qui faisait de Pierre Chrysologue un métropolite ou archevêque. Il veillait à maintenir l'unité dans la foi : « Si la paix de l'Église provoque la joie dans le ciel, alors les divisions doivent donner naissance à la douleur » (lettre à Eutychès). Son influence s'exerça aussi sur les autorités politiques et sur divers évêques, parmi lesquels saint Germain d'Auxerre. Outre ses 176 sermons, est conservé de lui une Lettre à Eutychès datée de 448. Il a joué un rôle important dans l’Église du Ve siècle et figure au nombre des Docteurs de l'Église (depuis 1729).

## Œuvres
- Sermons de saint Pierre Chrysologue (176) : 1-35, 36-70, 71-105, 106-140, 141-176, (Traduction française originale de tous ses sermons)[8].
- Pierre Chrysologue a écrit plusieurs sermons sur la parabole de l'enfant prodigue, Sermons 1 à 5. PL 52.
- Lettre Epistula ad Eutychen (à Eutychè) où il conseille l'obéissance au pape Léon Ier (Léon le Grand).

## Écrits

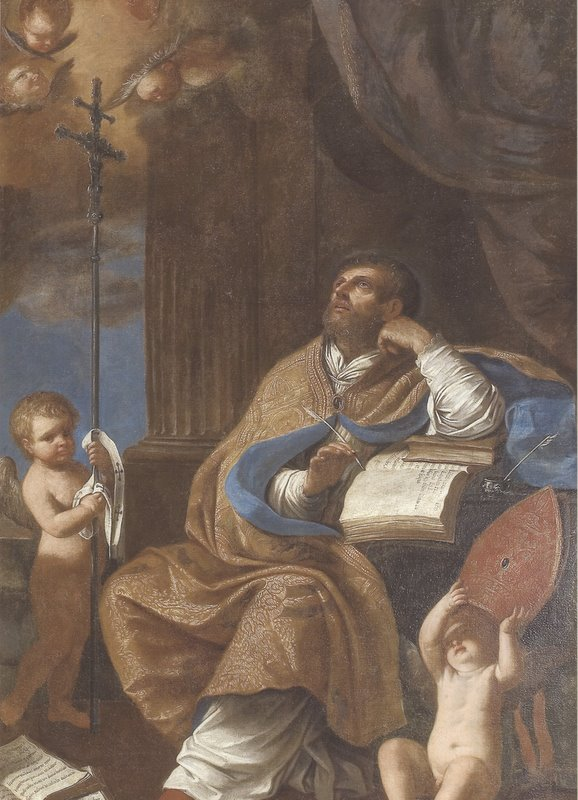
Pierre Chrysologue inspiré, école du Guerchin (XVII), musée et pinacothèque diocésains Pie IX, Imola, Italie.

Les sermons de saint Pierre Chrysologue sont simples et concis car il craignait de fatiguer l'attention de ses auditeurs, mais ils sont inspirés et c'est la force de ces belles explications de l'Incarnation, du Credo, de la place de Marie et de Jean le Baptiste dans le grand dessein du salut, etc., qui lui ont valu d'être reconnu au titre de Docteur. Il revient également aux paraboles et décline les événements de la vie du Christ. Certains sermons sont plus doctrinaux et visent à lutter contre l'arianisme et le monophysisme. Dans l'ensemble, ils expriment sa solide formation rhétorique, son attachement à l'Écriture et son inspiration à bien faire comprendre l'essentiel.
Dès ses premiers sermons, l’archevêque de Ravenne critique les arguments des philosophes sur le bienfait de la mort et explique que sa crainte définit la condition même de l'homme afin qu’il garantisse sa résurrection. Le Christ a donné sa vie pour prolonger celle de l’homme. Seules armes contre la mort : la connaissance des Écritures, la communion, la prière et les témoignages de charité. Il a également exhorté ses auditeurs à se confier au pardon offert par le Fils de Dieu.
De fait, il a préconisé la réception quotidienne de l'Eucharistie, nourriture essentielle de l’âme, « pain quotidien » révélant la vraie présence du Christ dans les espèces consacrées, Corps du Christ fortifiant les fidèles et leur offrant l’avant-goût du banquet céleste.
Ses œuvres témoignent des croyances traditionnelles de l'Église sur la virginité perpétuelle de Marie. Il voit la Vierge Épouse et Mère comme type de l'Église et insiste sur la portée de l'Incarnation comme assomption par le Verbe de la condition humaine corrompue. Le Christ « est venu jusqu'à notre servitude pour nous rendre à sa liberté ».
Pour lui, prière, miséricorde et jeûne se tiennent ensemble et il soutient la valeur pénitentielle du Carême. Comme le printemps met fin aux tempêtes de l'hiver et fait revivre la nature, le jeûne apporte la paix intérieure et réveille les esprits endormis :  « L'abstinence est la première médecine de l'homme ; mais, pour que la guérison soit totale, elle exige les dépenses de la miséricorde ».
Enfin, il rappelle la primauté de saint Pierre et de ses successeurs.

## Fête
Des ouvrages de référence anciens disent qu'il est mort le 2 décembre, mais une interprétation plus récente du Liber Pontificalis Ecclesiae Ravennatis du IXe siècle indique qu'il est mort le 31 juillet. Lorsqu'en 1729, il fut déclaré Docteur de l'Église, sa fête, qui n'était pas encore inscrite au Calendrier tridentin, fut insérée dans le Calendrier romain général pour être célébrée le 4 décembre. En 1969, elle fut déplacée au 30 juillet, le plus près possible du jour de sa mort, le 31 juillet étant le jour de la fête de saint Ignace de Loyola.